# Václav Chalupa
Václav Chalupa, né le 7 décembre 1967 à Jindřichův Hradec, alors en Tchécoslovaquie, est un rameur d'aviron tchèque.

## Biographie
Il participe à six Jeux olympiques consécutifs de 1988 à 2008 en obtenant une médaille d’argent derrière Thomas Lange en skiff en 1992.
Il est le porte-drapeau de la République tchèque aux Jeux olympiques d'été de 1996.
Il obtient la Médaille Thomas-Keller en 2012.